# Municipio de Shabla
El municipio de Shabla (búlgaro: Община Шабла) es un municipio búlgaro perteneciente a la provincia de Dobrich.
En 2011 tiene 5069 habitantes, el 88,1% búlgaros, el 2,8% gitanos y el 1,32% turcos. Dos terceras partes de la población viven en la capital municipal Shabla.
Se ubica en la esquina nororiental del país y es fronterizo con el distrito rumano de Constanza. En el término municipal de Shabla se halla el faro del cabo Shabla, el punto más oriental de Bulgaria.

## Localidades
| Localidad        | Cirílico        | Población (diciembre de 2009) |
| ---------------- | --------------- | ----------------------------- |
| Shabla           | Шабла           | 3586                          |
| Bozhanovo        | Божаново        | 15                            |
| Chernomortsi     | Черноморци      | 80                            |
| Durankulak       | Дуранкулак      | 455                           |
| Ezerets          | Езерец          | 183                           |
| Gorichane        | Горичане        | 95                            |
| Gorun            | Горун           | 105                           |
| Granichar        | Граничар        | 163                           |
| Krapets          | Крапец          | 378                           |
| Prolez           | Пролез          | 56                            |
| Smin             | Смин            | 78                            |
| Staevtsi         | Стаевци         | 8                             |
| Tvarditsa        | Твърдица        | 11                            |
| Tyulenovo        | Тюленово        | 59                            |
| Vaklino          | Ваклино         | 195                           |
| Zajari Stoyanovo | Захари Стояново | 113                           |
| Total            |                 | 5580                          |